# Prix de recherche Miguel-Catalán
Le prix de recherche Miguel-Catalán est un prix scientifique de la communauté de Madrid, en Espagne, en mémoire du physicien Miguel Catalán.

## Parmi les lauréats
- José Elguero Bertolini (2005, chimiste)
- Antonio Hernando (2006, physicien)
- Amable Liñán Martínez (2007, ingénieur aéronautique)[1]
- José Luis García Fierro (2008, chimiste)[2]
- Miguel Francisco Sánchez Madrid (2009, biologiste)[3]
- Miguel Ángel Alario (2010, chimiste)[4]
- María Teresa Miras Portugal (2011, biochimiste)[5]
- Manuel Elices Calafat (2012, ingénieur)[6]
- María Vallet-Regí (2013, chimiste)[7]
- Nazario Martín León (2014, chimiste)[8]
- María Blasco (2015, biologiste)[9]
- Luis Enrique Ibáñez Santiago (2016, physicien)[10]
- Tomás Torres Cebada (2017, chimiste)[11]
- Aníbal Figueiras Vidal (2018, ingénieur de télécommunications)[12]
- José López Carrascosa (2019, biologiste)[13]
- José Cernicharo Quintanilla (2020, physicien)[14]